# Albion Ademi
Albion Ademi (ur. 19 lutego 1999 w Turku) – fiński piłkarz pochodzenia kosowskiego, były członek fińskich młodzieżowych reprezentacji U-17, U-18, U-19 i albańskiej U-21.